# خورخي آلبرتي
خورخي آلبرتي أو خورخي آلبرتي مارتينز ولد بتاريخ (31 مارس 1977) في ماياغويز٬ ببورتوريكو وهو ممثل بورتوريكي شارك في العديد من المسلسلات اللاتينية، شارك مؤخراً في مسلسل (بالإسبانية: Hombre Tenías que Ser)‏.

## بدايته الفنية
في عام 2011 عاد إلى المكسيك بدور بسيط في المسلسل المكسيكي كيد امرأة.، بعد عام من إنهاء مسلسل كيد امرأة٬ قام بتصوير دور الساذج والشرير في مسلسل الوجه الآخر من الروح (بالإسبانية: La Otra Cara del Alma)‏.
ومن نهاية عام 2013 إلي بداية عام 2014 قام بتصوير دور فرانكو سانتويا في مسلسل (بالإسبانية: Hombre Tenías que Ser)‏ وهو من إنتاج أزتيكا.
.

## روابط خارجية
- خورخي آلبرتي على موقع IMDb (الإنجليزية)
- خورخي آلبرتي على موقع قاعدة بيانات الفيلم (الإنجليزية)